# Emanoil Arghiriade
Emanoil Arghiriade (n. 2 ianuarie 1903, București – d. 20 iunie 1969) a fost un matematician român.

## Biografie
S-a născut la București, unde și-a făcut și studiile superioare.
În 1926 este licențiat în matematică, iar un an mai târziu și-a dat examenul de capacitate la Iași, fiind numit profesor la Școala Normală „Vasile Lupu” din Iași.
În 1941 devine doctor în matematică, iar în 1943 este numit conferențiar la Școala Politehnică din Timișoara.
În 1946 devine profesor de analiză matematică la Facultatea Electrotehnică.
În perioada 1948-1962 este profesor la Institutul Pedagogic, apoi șef de catedră la cursul de matematici superioare la Institutul Politehnic din Timișoara.

## Contribuții
Contribuții în geometria diferențială proiectivă (studiul cuadricelor osculatoare unei suprafețe, proprietățile curbelor invariante în grupul axial) și în algebră (ecuații funcționale matriciale).
S-a ocupat de domenii ca: algebră (în special teoria grupurilor) și geometria diferențială, fiind unul dintre creatorii școlii diferențiale românești din Timișoara.
Cele mai valoroase lucrări ale sale sunt:
- Algebră pentru clasa a VII-a (1947)
- Curs de geometrie analitică (Timișoara, 1951)
- Sur les surfaces de Cech
- Sur le contact d'une surface et d'une quadrique.

## Distincții
- titlul de Profesor universitar emerit al Republicii Socialiste România (26 iunie 1969) „în semn de prețuire a personalului didactic pentru activitatea meritorie în domeniul instruirii și educării elevilor și studenților și a contribuției aduse la dezvoltarea învățămîntului și culturii din patria noastră”[3]